# Javel-André Citroën
Javel-André Citroën è una stazione della linea 10 della metropolitana di Parigi.

## La stazione
La stazione venne aperta nel 1913 e porta il nome di André Citroën oltre che del quartiere di Javel che iniziò a fiorire nel XV secolo con un piccolo porto fluviale noto, nel 1485, con il nome di Javetz. Nel 1777, vi venne impiantata una fabbrica di prodotti chimici e da questa fabbrica venne prodotto l'ipoclorito di sodio che venne commercializzato con il nome di eau de Javel.
La stazione illustra la vita ed il lavoro di André Citroën a mezzo di foto e cartelli esplicativi.

## Interconnessioni
- Bus RATP - 62, 88